# Bordsfilt
En bordsfilt är en duk av filtmaterial som används under en vanlig bordsduk. En bordsfilt gör ofta att bordet får en mjukare känsla och att ljud från porslinet dämpas. De kan också användas för att skydda bordsytan eller få bordsduken att inte röra sig lika lätt, då ofta en bordsfilt med plastbeläggning på ena sidan.